# PokerStars Caribbean Adventure
PokerStars Caribbean Adventure (PCA) е ежегоден покер турнир със спонсор и организатор покерзалата PokerStars. Той се провежда в началото на всяка година от 2005 насам на Бахамските острови.

## Победители
| Година | Победител          | Награден фонд (US$) |
| ------ | ------------------ | ------------------- |
| 2004   | Гус Хансен         | $455 780            |
| 2005   | Джон Гейл          | $890 600            |
| 2006   | Стив Амброуз       | $1 388 600          |
| 2007   | Раян Даут          | $1 535 255          |
| 2008   | Бертранд Госпелиер | $2 000 000          |
| 2009   | Пооря Назари       | $3 000 000          |
| 2010   | Хари Жимбел        | $2 200 000          |